# Luperina cuppes
Luperina cuppes là một loài bướm đêm trong họ Noctuidae.